# Andreas Karkavitsas

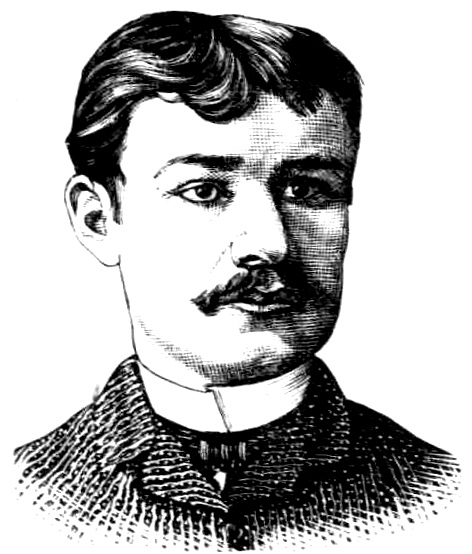
Andreas Karkavitsas

Andreas Karkavitsas (în greacă: Ανδρέας Καρκαβίτσας, n. 1866 - d. 10 octombrie 1922) a fost un scriitor grec.
A scris o proză naturalistă cu accente umanitare, descriind moravuri și psihologii ale provinciei în limbaj popular.

## Scrieri
- 1899: Cuvintele provei ("Ta lógia tès plōrēs", Λόγια της πλώρης)
- 1899: Mincinosul ("Ho zētiános")
- 1900: Poveștile mării ("Palies agápes", Παλιές αγάπες)
- 1903: Arheologul ("Ho archeológos", Ο αρχαιολόγος).